# Positionen
Positionen – Texte zur aktuellen Musik ist eine Fachzeitschrift für zeitgenössische Musik mit Sitz in Berlin. Sie erscheint im Eigenverlag und wird von dem Autor und Dramaturgen Bastian Zimmermann sowie dem Musikwissenschaftler und Autor Andreas Engström herausgegeben.

## Geschichte
Die Zeitschrift wurde im Frühjahr 1988 von Armin Köhler und Gisela Nauck im damaligen VEB Edition Peters Leipzig als inhaltlich selbstverantwortete Alternative zu der in der DDR üblichen offiziellen Publikationskultur über zeitgenössische Musik unter dem Titel Positionen. Beiträge zur neuen Musik gegründet. Bereits die ersten beiden Hefte zogen das massive Missfallen der DDR-Behörden (Komponistenverband, Ministerium für Kultur, ZK der SED) auf sich. Ab 1990 erschien die Zeitschrift unter der Herausgeberschaft und Chefredaktion von Gisela Nauck im Eigenverlag. Im Jahr 2008 erhielt die Zeitschrift den Namen Positionen. Texte zur aktuellen Musik. Seit 2019 wird die Zeitschrift von dem Redaktionsteam Andreas Engström und Bastian Zimmermann geleitet und herausgegeben und von Berliner Kreativen sowie internationalen Korrespondenten unterstützt.

## Profil
Die Zeitschrift diskutiert und reflektiert das zeitgenössische Musik- und Kulturschaffen im deutschsprachigen und internationalen Raum. Die 1988 von Gisela Nauck und Armin Köhler noch im ostdeutschen Leipzig gegründete Zeitschrift präsentiert in thematisch orientierten Heften Essays, Porträts, Interviews und Specials sowie eine Vielzahl an „Positionen“: Diskursorientierte Besprechungen von Tonaufnahmen, Büchern, Festivals, Konzerten oder Ausstellungen sowie musikspezifischen Ereignissen z. B. in bildender Kunst, Mode oder Performance.
Die in Berlin herausgegebene Zeitschrift erscheint vierteljährlich. Einzelne Artikel und Besprechungen werden zudem online publiziert. In einem digitalen Archiv sind vergangene Artikel über einige Bibliotheken zugänglich. Um einen internationalen Diskurs zu ermöglichen, werden viele Texte für die Veröffentlichung in den Positionen auch ins Deutsche übersetzt. Die Zeitschrift möchte den Diskurs und die Rolle der Kritik stärken und so eine Brücke zwischen der akademischen Musikforschung und dem Kulturjournalismus bauen. Mit dem Ziel kommende Generationen an Autoren zu unterstützen, organisieren die beiden Redakteure regelmäßig in Zusammenarbeit mit Festivals oder Hochschulen Schreibwerkstätten.
Seit Oktober 2019 ist Positionen Mitglied im europäischen Netzwerk von Kulturzeitschriften Eurozine.